# Elisabeth Kohut-Mannstein

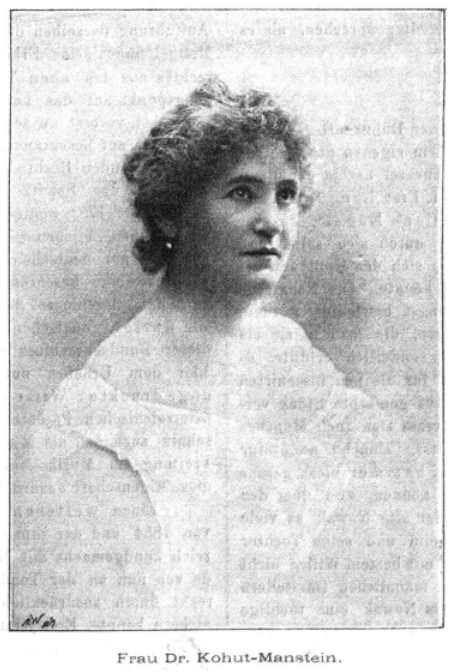
Österreichische Musik- und Theaterzeitung Nr. 2, 15. September 1898, S. 1

Elisabeth Kohut-Mannstein, auch Elisabeth Kohut-Manstein, eigentlich Elisabeth Amalie Steinmann (* 3. Mai 1844 in Dresden; † 29. November 1926 in Berlin-Grunewald) war eine deutsche Opernsängerin (Sopran) und Gesangslehrerin. 

## Leben
Elisabeth Steinmann wurde in Dresden geboren und hatte eine Schwester namens Grete. Sie wurde von ihrem Vater, dem Gesangslehrer Heinrich Ferdinand Steinmann (selbst einstiger Schüler von Johann Aloys Miksch), ausgebildet, der unter dem Pseudonym Heinrich Ferdinand Mannstein bekannt ist. Sie nahm den Künstlernamen Elisabeth Mannstein an. Ab 1877 war sie mit dem Schriftsteller Adolph Kohut verheiratet. Sie starb am 29. November 1926 wurde auf dem Friedhof Grunewald begraben.
In ihrer Laufbahn als Sängerin trat sie an der Hofoper von St. Petersburg, am Opernhaus Düsseldorf und an der Berliner Krolloper auf. 1870 trat sie am „Deutschen Theater“ in Amsterdam und in Wiesbaden als Gastsängerin auf. Bekannt waren ihre Auftritte als „Donna Anna“ im Don Giovanni, als „Leonore“ im Fidelio, in der Titelrolle in der Euryanthe von Carl Maria von Weber oder als „Frau Fluth“ in den Lustigen Weiber von Windsor von Otto Nicolai. 1872 war sie am Stadttheater Aachen engagiert. Nach dem Abschluss ihrer aktiven Bühnenkarriere wirkte sie als Gesanglehrerin in Berlin und Wien.

„Dabei ist Frl. Mannstein schön, bezaubernd schön, auch außer der Bühne, sie erinnert an das Heine'sche Gedicht: Des Weibes Leib ist ein Gedicht, das Gott der Herr geschrieben.“

Sie hatte einen Sohn, Oswald Kohut (1877–1951). Ein Enkelkind von ihr war Oswald Adolph Kohut.

## Werke
- Die große altitalienische Gesangsschule. Einführung von Ludwig Richard Bernscht. Energetos-Ritte-Verlag, Berlin 1922. Inhaltsverzeichnis[11]

## Theaterzettel
- Aufführung: Wiesbaden, 23. März 1870. Wolfgang Amadeus Mozart: Don Giovanni. Große Oper in 2 Akten. Nach dem Italienischen frei bearbeitet. Interpreten: Hermann Philippi: Don Juan. David Klein: Gouverneur Don Petro. Elisabeth Mannstein: Donna Anna. Elisabeth Löffler: Donna Elvira. Bodo Borchers: Don Octavio. F. Lipp: Don Juan's Diener Leporello. Franz Fischer: ein Bauernbursche Masetto. Ella Guilleaume: seine Braut Zerline. Drucker: Rudolph Bechthold. „Frl. Mannstein vom deutschen Theater in Amsterdam als Gast“
- Aufführung: Wiesbaden, 30. März 1870. Gaetano Donizetti: Lucrezia Borgia. Große Oper in 3 Akten. Interpreten: Hermann Philippi: Herzog von Ferrara Don Alfonso. Elisabeth Mannstein: seine Gemahlin Lucrezia Borgia. Bodo Borchers: junger Edelmann im Gefolge des Venetianischen Gesandten in Ferrara Gennaro. Hermine Otto: junger Edelmann im Gefolge des Venetianischen Gesandten in Ferrara Orsino. Carl Stengel: junger Edelmann im Gefolge des Venetianischen Gesandten in Ferrara Liveretto. Otto Dornewaß: junger Edelmann im Gefolge des Venetianischen Gesandten in Ferrara Gazella. Franz Fischer: junger Edelmann im Gefolge des Venetianischen Gesandten in Ferrara Petrucci. R. Kuhl: junger Edelmann im Gefolge des Venetianischen Gesandten in Ferrara Bitelozzo. David Klein: Vertrauter der Herzogin Gubetta. Josef Peter Peretti: Offizier des Herzogs Rustighello. Drucker: Rudolph Bechthold. „Frl. Mannstein vom Deutschen Theater in Amsterdam als Gast“.